# Pimoa curvata
Pimoa curvata es una especie de araña del género Pimoa, familia Pimoidae. Fue descrita científicamente por Chamberlin & Ivie en 1943.
Habita en los Estados Unidos. El macho descrito por Hormiga en 1994 mide 7,2 mm y la hembra 7,3 mm.